# Кубок північноірландської ліги з футболу 2008—2009
Кубок північноірландської ліги 2008–2009 (англ. Co-operative Insurance Cup) — 23-й розіграш Кубка північноірландської ліги. У кубку взяли участь клуби Прем'єр-ліги та 1-го Чемпіоншипу Футбольної ліги Північної Ірландії. Перемогу в кубку вдруге в історії здобув Портадаун (на час змагань команда виступала у другому за силою дивізіоні Північної Ірландії).

## Календар
| Раунд            | Дата                          | Матчі | Клуби   |
| ---------------- | ----------------------------- | ----- | ------- |
| Попередній раунд | 26 серпня 2008                | 12    | 29 → 28 |
| Перший раунд     | 29 серпня - 9 вересня 2008    | 16    | 28 → 20 |
| Другий раунд     | 20 вересня - 1 жовтня 2008    | 8     | 20 → 16 |
| 1/8 фіналу       | 21-29 жовтня/4-12 грудня 2008 | 16    | 16 → 8  |
| 1/4 фіналу       | 2-3/16-17 грудня 2008         | 8     | 8 → 4   |
| 1/2 фіналу       | 20-21 лютого 2009             | 2     | 4 → 2   |
| Фінал            | 28 лютого 2009                | 1     | 2 → 1   |

## Попередній раунд
| Команда 1          | Рахунок | Команда 2              |
| ------------------ | ------- | ---------------------- |
| 26 серпня 2008     |         |                        |
| Гліб Рейнджерс (2) | 3:0     | Кіллімун Рейнджерс (2) |

## Перший раунд
| Команда 1                | Заг.    | Команда 2                  | 1-й матч | 2-й матч |
| ------------------------ | ------- | -------------------------- | -------- | -------- |
| 29 серпня/2 вересня 2008 |         |                            |          |          |
| Лофгол (2)               | 1:1 (ч) | Баллінамаллард Юнайтед (2) | 0:0      | 1:1      |
| Портадаун (2)            | 7:1     | Баллімоні Юнайтед (2)      | 3:0      | 4:1      |
| 29 серпня/3 вересня 2008 |         |                            |          |          |
| Балліклейр Комрадс (2)   | 4:1     | Дергв'ю (2)                | 2:0      | 2:1      |
| Каррік Рейнджерс (2)     | 4:4 (ч) | Гліб Рейнджерс (2)         | 1:2      | 3:2      |
| Ларн (2)                 | 5:1     | Тобермор Юнайтед (2)       | 2:0      | 3:1      |
| 30 серпня/3 вересня 2008 |         |                            |          |          |
| Бенбрідж Таун (2)        | 3:3 (ч) | Армаг Сіті (2)             | 2:0      | 1:3      |
| Доунгал Селтік (2)       | 2:6     | Ардс (2)                   | 2:1      | 0:5      |
| 30 серпня/9 вересня 2008 |         |                            |          |          |
| Коа Юнайтед (2)          | 4:6     | Лімаваді Юнайтед (2)       | 2:1      | 2:5      |

## Другий раунд
| Команда 1                | Заг. | Команда 2              | 1-й матч | 2-й матч |
| ------------------------ | ---- | ---------------------- | -------- | -------- |
| 20/23 вересня 2008       |      |                        |          |          |
| Бенбрідж Таун (2)        | 4:6  | Лофгол (2)             | 1:3      | 3:3      |
| 20/24 вересня 2008       |      |                        |          |          |
| Каррік Рейнджерс (2)     | 4:2  | Балліклейр Комрадс (2) | 3:1      | 1:1      |
| Портадаун (2)            | 7:1  | Ларн (2)               | 2:1      | 5:0      |
| 20 вересня/1 жовтня 2008 |      |                        |          |          |
| Ардс (2)                 | 4:1  | Лімаваді Юнайтед (2)   | 3:1      | 1:0      |

## 1/8 фіналу
| Команда 1                   | Заг.    | Команда 2          | 1-й матч | 2-й матч |
| --------------------------- | ------- | ------------------ | -------- | -------- |
| 21 жовтня/12 листопада 2008 |         |                    |          |          |
| Портадаун (2)               | 4:3     | Кліфтонвілль       | 0:0      | 4:3      |
| 22 жовтня/12 листопада 2008 |         |                    |          |          |
| Лінфілд                     | 4:4 (ч) | Данганнон Свіфтс   | 0:3      | 4:1      |
| 28 жовтня/5 листопада 2008  |         |                    |          |          |
| Ардс (2)                    | 1:11    | Ньюрі Сіті         | 1:5      | 1:6      |
| 28 жовтня/11 листопада 2008 |         |                    |          |          |
| Гленавон                    | 4:2     | Крузейдерс         | 2:1      | 2:1      |
| 28 жовтня/12 листопада 2008 |         |                    |          |          |
| Бангор                      | 1:4     | Лісберн Дістіллері | 1:4      | 0:0      |
| Лофгол (2)                  | 3:1     | Інститут           | 0:0      | 3:1      |
| 29 жовтня/4 листопада 2008  |         |                    |          |          |
| Балліміна Юнайтед           | 3:4     | Гленторан          | 1:3      | 2:1      |
| Каррік Рейнджерс (2)        | 4:8     | Колрейн            | 3:4      | 1:4      |

## 1/4 фіналу
| Команда 1        | Заг.    | Команда 2          | 1-й матч | 2-й матч |
| ---------------- | ------- | ------------------ | -------- | -------- |
| 2/16 грудня 2008 |         |                    |          |          |
| Гленавон         | 1:2     | Лісберн Дістіллері | 1:1      | 0:1      |
| Ньюрі Сіті       | 8:8 (ч) | Лофгол (2)         | 3:2      | 5:6      |
| 2/17 грудня 2008 |         |                    |          |          |
| Портадаун (2)    | 3:0     | Лінфілд            | 2:0      | 1:0      |
| 3/16 грудня 2008 |         |                    |          |          |
| Гленторан        | 3:1     | Колрейн            | 1:1      | 2:0      |

## 1/2 фіналу
| Команда 1     | Рахунок | Команда 2          |
| ------------- | ------- | ------------------ |
| 20 січня 2009 |         |                    |
| Ньюрі Сіті    | 3:2     | Лісберн Дістіллері |
| 21 січня 2009 |         |                    |
| Гленторан     | 1:2     | Портадаун (2)      |

## Фінал
| 28 лютого 2009 |

| Ньюрі Сіті | 0:1      | Портадаун (2)  |
| ---------- | -------- | -------------- |
|            | Протокол | Маккатчеон 30' |

| Морнев'ю Парк, Лурган Арбітр: Адріан Маккурт |